# Аеростатика
Аеростатичний (рос. аэростатика; англ. aerostatics; нім. Aerostatik) — розділ аеромеханіки, який вивчає рівновагу газоподібних тіл та дію нерухомих газів на інші тіла.
Основним представником газоподібних речовин є атмосферне повітря. Воно, так як рідкі та тверді тіла, знаходиться під впливом гравітації, внаслідок чого здійснює тиск на земну поверхню. На противагу впливу гравітації, повітря має властивість, притаманну всім газам, за можливості розширюватися і займати більший об'єм, тобто воно володіє пружністю (тобто газ буде протидіяти тиску для відновлення свого об'єму). Ця властивість є причиною зменшення густини повітря у верхніх шарах атмосфери, оскільки силі розширення чи густині шару повітря, яке розташоване на великій висоті, протидіє відносно менший тиск вищих шарів.
Наслідком легкого просування частин повітря є те, що будь-який тиск, який діє на повітряну масу, передається і поширюється на всі сторони рівномірно. Величина атмосферного тиску на земну поверхню і постійні місцеві зміни її визначаються за допомогою барометра. В середньому можна прийняти, що повітря тисне на будь-яку площу земної поверхні, як стовпчик ртуті з тією ж основою висотою в 760 мм або як стовпчик води висотою в 10,4 мм. Це в середньому дає тиск у 100000 (105) Па (Паскаль). Даний показник прийнято враховувати за одиницю міри при вимірюванні тиску, називаючи його «атмосферним тиском».
Прилади для вимірювання цього тиску або густини називаються манометрами.
Дослідами встановлено, що об'єм відомої повітряної маси змінюється обернено пропорційно до його густини, тобто тиску, якому він піддається (V~1/P). Під тиском 2, 3… 10 атмосфер одна і та ж кількість повітря займає відповідно в 2, 3… 10 раз менший об'єм, ніж під тиском однієї атмосфери; якщо зменшити тиск, який діє на даний об'єм газу в 2, в 3 і в 10 раз, тобто зробити його рівним 1/2, 1/3, … 1/10 атмосфер, то повітря розшириться і займе в 2, 3… 10 разів більший об'єм. Цей важливий закон відомий під назвою Закон Бойля — Маріотта. Його іноді виражають таким чином: «Пружність пару прямо пропорційна його густині».
Також велику роль в аеростатиці відіграють закони молекулярно-кінетичної теорії (МКТ), а саме закон Бойля — Маріотта, Гей-Люссака, Шарля, та узагальнений закон взаємодії тиску, температури та об'єму Менделеєва-Клапейрона (Рівняння стану ідеального газу).